# ألكسندر بتروفيتش كوروليوف
ألكسندر بتروفيتش كوروليوف (بالروسية: Александр Петрович Королёв)‏ هو مدرب كرة قدم ولاعب كرة قدم روسي في مركزي الوسط والهجوم، ولد في 15 ديسمبر 1953، وتوفي في 2006. لعب مع كريليا سوفيتوف سامارا.